# TIMEcARTRIDGE
『TIMEcARTRIDGE』（タイムカートリッジ）は、2009年5月13日にLIVEMASTER RECORDSからリリースされた、奥井亜紀のアルバム。

## 解説
- 今回のサウンドプロデュースは深澤秀行が担当している。前回は『DENIMUM』を担当しており、約6年ぶりのサウンドプロデュースとなった。
- アルバムタイトルの由来は、「すばらしい世界のすべてを、少しでも多く記憶に残していきたい」というメッセージから、「人生」をカートリッジに例えて名付けられた。また、「c」だけが小さい理由として、「かわいいと思うからです。耳みたい。」と語っている。[1]
- アルバム発売に際し、オフィシャルサイトにて「MESSAGE from AKI」ページが開設された。
- 2008年の全国ツアー「うたの素スペシャル」にて弾き語りを披露した「音海スイング」、以前からライブで歌われていた「春採湖」や、『うたの素 弐巻』に収録されていた「ああ、春だ。」等を収録している。

## キャッチコピー
どこからでもはじまって、どこにでもおわりがある。人生は、それぞれのタイムカートリッジ。

## 収録曲
1. 音海スイング
2. ドロップ
3. ハジマル
4. 新日
5. 春採湖
6. B型のオンナ
7. ああ、春だ。
8. 月と自転車と
9. 真夏日
10. 緒結び

作詞・作曲：奥井亜紀

## 参加ミュージシャン
- 奥井亜紀：Vocal and Chorus
- 西本明：Piano(M-2,7,8)
- 宮脇てつや：Guitars(M-3,7,8,10)
- 深澤秀行 All Programming,Recording & Mixing Engineer